# Antillón (kommunhuvudort)
Antillón är en kommunhuvudort i Spanien.   Den ligger i provinsen Provincia de Huesca och regionen Aragonien, i den nordöstra delen av landet, 300 km nordost om huvudstaden Madrid. Antillón ligger 479 meter över havet och antalet invånare är 168.
Terrängen runt Antillón är platt. Runt Antillón är det mycket glesbefolkat, med 2 invånare per kvadratkilometer. Närmaste större samhälle är Siétamo, 13,8 km nordväst om Antillón. Trakten runt Antillón består till största delen av jordbruksmark.